# Something Something ... Unnakum Ennakum
Something Something ... Unnakum Ennakum (język tamilski: சம்திங்சம்திங் உனக்கும் எனக்கும்) – kollywoodzki dramat miłosny z 2006 roku, remake tollywoodzkiego hitu Nuvvostanante Nenoddantana. W rolach głównych Trisha Krishnan i Jayam Ravi, w drugoplanowych Prabhu i Bhagyaraj. Piosenki nagrywane były m.in. w Ćennaj i Londynie. Tematem filmu jest miłość i przemiana. Główny bohater, chcąc przekonać o swojej miłości brata ukochanej, zmienia się z beztroskiego playboya w pełnego poświęceń, troskliwego mężczyznę.
Trisha Krishnan grała też główną rolę kobiecą w filmie w języku telugu Nuvvostanante Nenoddantana (w parze z Siddharth Narayanem).

## Obsada
| Aktor/ka            | Rola        |
| ------------------- | ----------- |
| Jayam Ravi          | Santhosh    |
| Trisha Krishnan     | Kavitha     |
| Prabhu Ganesan      | Muthupandi  |
| Geetha              | Janaki      |
| Bhagyaraj           | Krishnan    |
| Richa Pallod        | Lalitha     |
| Mallika             | Valli       |
| Tejashree           | Shalini     |
| Manivannan          | JP          |
| Santhanam           | Arivu       |
| Cochin Hanifa       | Ramesh      |
| Kalabhavan Mani     | Mayan       |
| Mouli               | Krishnayya  |
| Aravind Akash       | Jai         |
| Livingston          | Ram         |
| Ganja Karuppu       | Karuppiah   |
| Kadhal Arun Kumar   | Arun        |
| Kaadhal Dhandapandi | Sivaji Ayya |

## Muzyka i piosenki
Film zawiera 6 piosenek, których autorem jest Devi Sri Prasad:
- Aagayam – S. P. Balasubrahmanyam

- Kiliye Kiliye – Jassie Gift

- Kozhi Veda Kozhi – Naveen & Priya

- Pooparikka Neeyum – Shankar Mahadevan

- Something Something – Tippu

- Unn Paarvaiyil – Karthik & Sumangali